# Chiesa dei Santi Fabiano e Sebastiano (San Giusto Canavese)

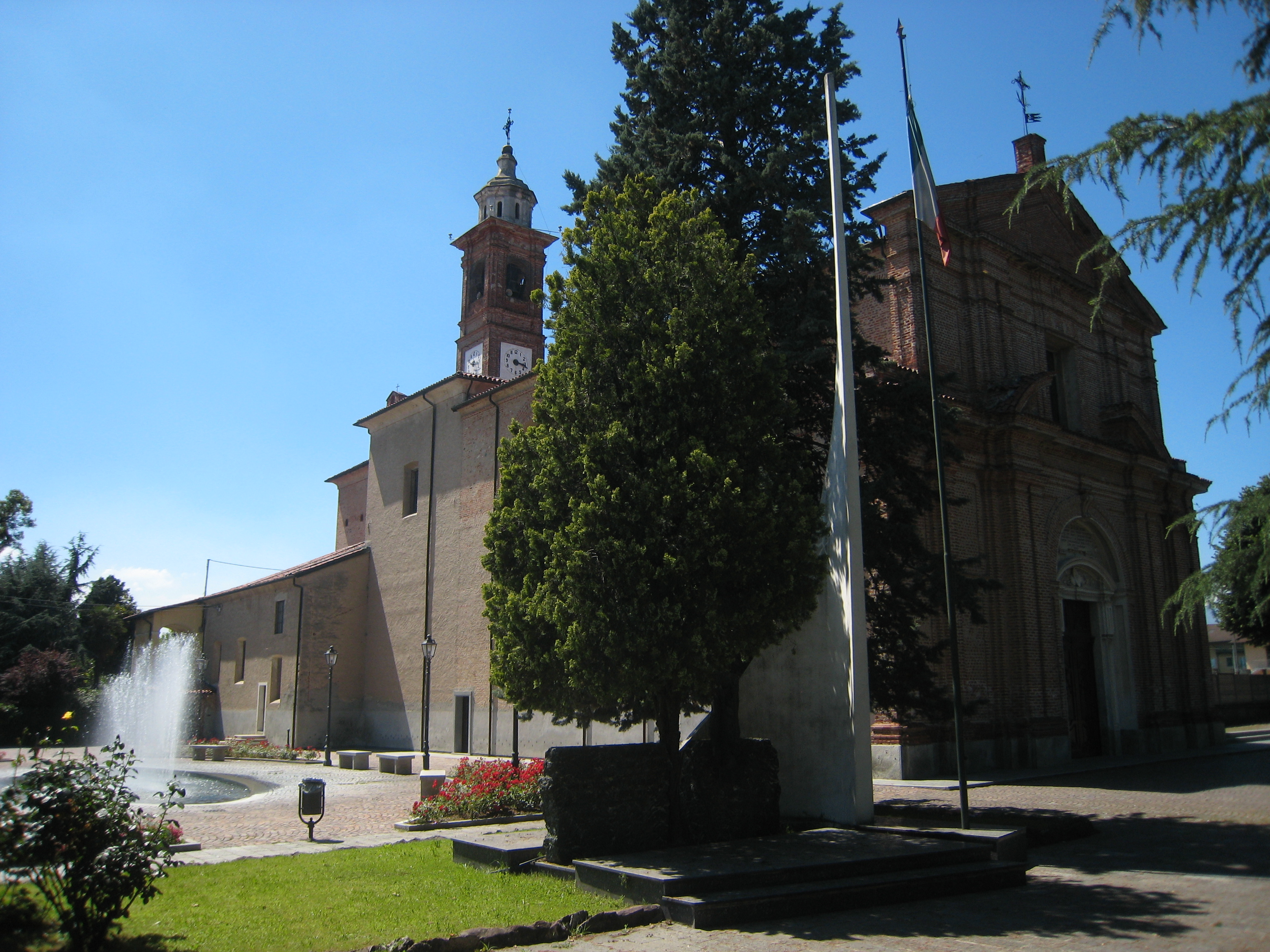
Vista della chiesa dei Santi Fabiano e Sebastiano di San Giusto Canavese

La chiesa dei Santi Fabiano e Sebastiano sorge al centro dell'abitato di San Giusto Canavese (TO).
Le prime notizie di una piccola cappella, dedicata ai medesimi Santi e sita al centro dell'abitato di San Giusto Canavese, si hanno a partire dal 1697. Successivamente, a partire dal 1730, venne affidata la progettazione e la ricostruzione in una Chiesa più grande all'architetto alladiese Costanzo Michela.
Alla costruzione della nuova Chiesa dei Santi Fabiano e Sebastiano concorse unanime tutta la popolazione di San Giusto Canavese: venne progressivamente ampliata ed arricchita di stucchi e decorazioni, fino al suo completamento avvenuto nel 1797, mentre alcuni dipinti furono poi completati solo alla fine del XIX secolo.
L'edificio misura 46 m di lunghezza per 18 m di larghezza massima, e raggiunge, in corrispondenza dell'altar maggiore, un'altezza di 16 m.
All'interno si conserva una grande icona datata al 1736, sospesa sull'abside, dietro all'altare in marmo policromo datato al 1771.
La "Sacrestia di mezzogiorno", costruita nel 1738 in stile barocco piemontese è completamente affrescata e conserva armadi in legno d'epoca lungo le pareti, due quadri settecenteschi ed un Crocefisso in legno dello stesso periodo.